# Lasioglossum boreale
Lasioglossum boreale là một loài Hymenoptera trong họ Halictidae. Loài này được Svensson, Ebmer & Sakagami mô tả khoa học năm 1977.